# Stare Załucze
Stare Załucze (prononciation [ˈstarɛ zaˈwut͡ʂɛ]) est un village de la gmina d'Urszulin, du powiat de Włodawa, dans la voïvodie de Lublin, situé dans l'est de la Pologne.
Le village comptait une population de 49 habitants en 2009.

## Administration
De 1975 à 1998, le village est attaché administrativement à l'ancienne voïvodie de Chełm.

Depuis 1999, il fait partie de la nouvelle voïvodie de Lublin.